# 야코프카이저플라츠역
야코프카이저플라츠역(U-Bahnhof Jakob-Kaiser-Platz)은 베를린 샤를로텐부르크빌머스도르프구 샤를로텐부르크노르트에 있는 U7의 역이다. 1980년 10월 1일 U7의 북서부 연장 당시에 개업했다. 역사는 아우토반 111호선이 지나는 야코프카이저 광장 북쪽에 설치되어 있다. 역의 이름은 비더슈탄트 투쟁에 참여했고 이후에 양독관계연방부 장관을 역임한 야코프 카이저(Jakob Kaiser)에서 따 왔다.
베를린 버스 X21, M21, 109, 123번과 환승할 수 있다. 베를린 테겔 공항 폐항 이전까지는 공항에서 출발한 X9번 버스가 이 역을 경유했다.

## 역사와 건축
계획되었던 역사 이름은 샤를로텐부르크노르트(Charlottenburg-Nord)였으며, 1967년 아우토반 111호선 공사 당시 선시공부로 역사가 설치되어 있었다. 이 선시공부는 도시 철도 개통 이전까지 고속도로를 횡단하는 보행자 통로로 사용되었다. 이 역이 포함된 리하르트바그너플라츠역부터 로어담역까지의 도시 철도 구간은 1973년에 착공했고 1980년에 개통했다.
라이너 륌러가 설계했으며, 110 m 섬식 승강장과 아우토반 100호선 서쪽과 동쪽으로 출입구를 설치했다. 역사 디자인은 단순함을 위주로 했으며 할렘베크역과 유사하다. 역사 벽면과 중간층 대합실은 노란색으로 마감되었다. 역사 내 역명판은 어두운 파란색/빨간색을 사용한다. 바닥은 밝은 색 타일 재질이다. 쿠르트슈마허담 방면 출구는 1970년대에 지붕이 설치되었다.
2013년부터 역 보수 공사가 계획되었다. 원래는 엘리베이터 2곳을 설치하여 2016년까지 접근성 개선 공사를 완료할 예정이었다. 이후 2017년까지로 완공이 늦춰졌고, 예상 예산은 210만 유로였다. 보수 공사 과정에서 역사 벽면 마감이 노란색 패널에서 연노랑색 타일로 변경되었고, 역명판 크기도 줄어들었다. 이와 함께 열차 진행 방향에 수직으로 설치되어 있었던 조명 기구를 열차 진행 방향과 평행하게 변경했다. 쿠르트슈마허담 동쪽으로 나가는 첫 번째 엘리베이터는 2018년 12월에 영업을 시작했고 예산은 110만 유로가 소요되었다. 서쪽으로 나가는 두 번째 엘리베이터는 2021년 11월 30일에 영업을 시작했다. 2023년까지 역 전체 보수 공사가 예정되어 있으며, 접근성 개선에 390만 유로가 소요되었다.

## 인접 철도역
| 베를린 지하철                     | 베를린 지하철 | 베를린 지하철          |
| --------------------------------- | ------------- | ---------------------- |
| 할렘베크 라트하우스 슈판다우 방면 | U7            | 융페른하이데 루도 방면 |

## 참고 문헌
- Jürgen Meyer-Kronthaler: Berlins U-Bahnhöfe. Die ersten hundert Jahre, be.bra verlag. Berlin, 2. korr. und erw. Auflage 1996, ISBN 3-930863-16-2; S. 126.